# Jarkko ja Laura
Jarkko ja Laura, aussi typographié Jarkko & Laura, est un duo finlandais de pop, originaire de Helsinki. Il est composé du chanteur Jarkko Antikainen et de la chanteuse Laura Ruotsalo. Le duo, formé en 1966, est entre autres connu pour sa participation au Concours Eurovision de la chanson 1969 représentant la Finlande avec la chanson Kuin silloin ennen qui lui permet de terminer à la 12e place sur 16 participants.

## Histoire
Jarkko Antikainen (né le 9 août 1955) commence sa carrière de chanteur dès son plus jeune âge, lorsqu'il est accepté comme membre de la chorale masculine Cantores Minores. Depuis lors, il étudie également le piano, le violon et la flûte. Laura Ruotsalo (née le 12 août 1949) étudie également étudié le chant, le piano et le violon dès son plus jeune âge. Leurs chemins se croisent lorsque Jarkko forme le trio Hobbyguys, que Laura rejoint plus tard. Après la séparation du trio, ils forment leur propre duo, et le public se trouve impressionné par leur style de chant et d'interprétation doux et romantiquement confiant.
La chanson la plus connue de Jarko et Laura est Our Song, écrite et composée par Laura en 1966. Parmi leurs autres chansons célèbres, citons Se oli silloin (1968) de Gilbert Bécaud, la reprise finlandaise du succès international Rakkah's Rokkefeller d'Esther et Abi Ofarim (1968), la bande-son Samanlainen onni (1970) de Michel Legrand et Kai tavataan jälleen (1970) de Toivo Kärje. Les paroles en finnois de toutes ces chansons sont écrites par Juha Vainio.
Le duo continue à se produire régulièrement jusqu'en 1974, après quoi Jarkko Antikainen commence à travailler pour les entreprises textiles familiales Bombus et Brenda. Il vend les entreprises en 2003, et joue depuis lors le rôle de mentor pour les entrepreneurs. Le duo Jarkko et Laura continue à se produire occasionnellement.

## Discographie notable

### Albums studio
- 1970 : Jarkko ja Laura (vinyle 33 tours)
- 1973 : Aurinkopyörä (cassette)
- 1988 : Sumujen silta (disque 33 tours)

### EP
- 1987 : Jarkko ja Laura
- 1992 : Kolme laulua tulevalta levyltä!

### Compilation
- 1999 : Kuin silloin ennen (CD)